# Catacombe van Villa Torlonia
De Catacombe van Villa Torlonia (Italiaans: Catacombe di Villa Torlonia) is een van de catacombecomplexen in de Italiaanse stad Rome. De catacombe ligt aan de Via Nomentana ten noordoosten van de door de Aureliaanse Muur omgeven stadskern.
De Catacombe van Villa Torlonia is een Joodse ondergrondse begraafplaats die in 1918 onder de gelijknamige villa werden ontdekt. De archeologische onderzoeken volgden elkaar op vanaf het jaar van de ontdekking en de daarop volgende twaalf jaar. De catacombe had twee verschillende ingangen, waarvan een aan de Via Siracusa en een andere in Villa Torlonia. Ze strekken zich uit over meer dan 13.000 m² en dateren uit ruwweg tussen de 2e en 3e eeuw, met een verondersteld gebruik tot in de 5e eeuw. Relevant zijn bijna honderd epigraven, die in ieder geval geen bijzonder belangrijke voorbeelden geven, evenals enkele zeldzame fresco's die de klassieke symbolen van de Joodse religie voorstellen. De catacombe is niet open voor het publiek, vanwege de instabiliteit van het bouwwerk en de aanwezigheid van giftige gassen, zoals radon, helium en koolstofdioxide.